# NGC 6633
NGC 6633 é um aglomerado aberto na direção da constelação de Ophiuchus. O objeto foi descoberto pelo astrônomo Philippe de Cheseaux em 1745, usando um telescópio refrator com abertura de 0 polegadas. Devido a sua moderada magnitude aparente (+4,6), é visível a olho nu, porém em regiões distantes de cidades.